# Erika Blix
Karin Erika Blix, född Claesson 3 april 1972 i Hägersten, Stockholm, är en svensk skådespelare.

## Biografi
Blix studerade vid Teaterhögskolan i Göteborg 1999–2002. Efter studierna har hon varit engagerad vid Bohusläns teater.[källa behövs]

## Filmografi
- 2001 – Om inte
- 2003 – Kommissarie Winter (TV-serie)
- 2003 – Ins Leben zurück
- 2003 – Vägen hem - "på deras frukt ska ni känna igen dem" (kortfilm)
- 2003 – Cornflakes (kortfilm)

## Teater

### Roller
| År   | Roll   | Produktion                                                          | Regi              | Teater                                                        |
| ---- | ------ | ------------------------------------------------------------------- | ----------------- | ------------------------------------------------------------- |
| 2007 | Emilie | Farliga förbindelser (Les Liaisons dangereuses) Christopher Hampton | Solbjørg Højfeldt | Helsingborgs stadsteater                                      |
| 2007 | Lotta  | Potta Långhaka Mary Andersson                                       | Martha Vestin     | Helsingborgs stadsteater på Fredriksdal museer och trädgårdar |
| 2008 | Maria  | Borta bra hemma bäst Alma Kirlić                                    | Anna Novovic      | Helsingborgs stadsteater                                      |